# Sisinnio Trifillio
Sisinnio Trifillio (in greco Σισίννιος Τριφύλλιος?; ... – 26 luglio 811) è stato un generale e funzionario bizantino nonché uno degli alti dignitari dell'Impero romano durante il regno dell'imperatrice Irene d'Atene (regno 797-802) e del suo successore, l'imperatore Niceforo I (r. 802-811).
Sisinnio appare per la prima volta nel singolare corteo trionfale di Irene il lunedì di Pasqua, il 1º aprile 799, attraverso la capitale imperiale, Costantinopoli. All'epoca ricoprì la carica di stratego (governatore militare) della Thrake, il thema più vicino a Costantinopoli, e titolare della suprema dignità di patrikios. Sisinnio era uno dei quattro patrikioi (insieme a Bardane il Turco, Costantino Boila e Niceta, fratello di Sisinnio) che guidavano i quattro cavalli bianchi che trainavano la carrozza imperiale, un ruolo che lo contraddistingue come uno dei più importanti sostenitori di Irene tra gli alti dignitari dello Stato.
Nonostante il loro precedente sostegno a Irene, i fratelli Trifillio si opposero alla crescente influenza dell'eunuco Ezio (che nell'801/802 sostituì Sisinnio con il proprio fratello Leone, come stratego di Thrake) e alle politiche fiscali adottate da Irene negli anni successivi. Furono quindi tra i protagonisti del rovesciamento dell'imperatrice da parte del Logothetes tou genikou, Niceforo I, il 31 ottobre 802. Come patrikios, Sisinnio rimase influente sotto Niceforo, ma non risulta aver ricoperto alcuna carica specifica. Alcuni cronisti dell'impero romano d'oriente sostengono che la morte del fratello, avvenuta il 30 aprile 803, sia stata ordinata da Niceforo, ma dati gli stretti rapporti di Sisinnio e l'imperatore durante tutto il suo regno, ciò è improbabile. Sisinnio fu tra i magnati che accompagnarono Niceforo nella sua campagna contro i Bulgari nella primavera-estate dell'811, e fu tra i caduti nella disastrosa battaglia di Pliska del 26 luglio 811.